# Moorflagengraben
Der Moorflagengraben ist ein Graben in Hamburg-Schnelsen. Er ist über ein Rückhaltebecken mit dem Schnelsener Moorgraben verbunden.
Er beginnt am Siloahweg und verläuft durch zwei Rückhaltebecken. Er mündet zusammen mit dem Wiemeldorfer Moorgraben in das RHB Moorflagenkamp.